# Sunita Alahan
Sunita Parekh-Alahan, (apellido de soltera: Parekh) es un personaje ficticio de la serie de televisión Coronation Street interpretada por la actriz Shobna Gulati del 23 de maro del 2001 hasta el 2006, Shobna regresó a la serie en el 2009 y su última aparición fue el 3 de abril de 2013.

## Biografía
Sunita murió a principios de abril del 2013 en el hospital luego de que Karl Munroe le desconectara los cables del oxígeno después de que Sunita quedara atrapada en un incendio en el Rovers ocasionado por Karl.